# إسيكييل بالاسيوس
إسيكييل بالاسيوس (بالإسبانية: Exequiel Palacios) (مواليد 5 أكتوبر 1998) لاعب كرة قدم أرجنتيني يلعب لصالح نادي باير ليفركوزن ومنتخب الأرجنتين في مركز خط الوسط.

## مسيرته الكروية
لعب إسيكييل بالاسيوس خلال مسيرته الاحترافية مع ناديين في سبعة مواسم وسجل خلالها 4 أهداف ضمن 51 مباراة. حيث فاز في ثلاثة مواسم بالكأس ولم يفز بأي دوري.
خاض إسيكييل بالاسيوس مسيرته مع نادي ريفر بليت في موسم 2015 ليلعب معه ستة مواسم، مشاركًا في 48 مباراة سجل خلالها 4 أهداف. ثم انتقل إلى نادي باير 04 ليفركوزن في موسم 2019–20 لمدة موسم واحد، حيث شارك في 3 مباريات ولم يسجل أي هدف.

## روابط خارجية
- إسيكييل بالاسيوس على موقع الاتحاد الأوربي (الإنجليزية)
- إسيكييل بالاسيوس على موقع إي إس بي إن إف سي (الإنجليزية)
- إسيكييل بالاسيوس على موقع قاعدة بيانات كرة القدم.إي يو (الإنجليزية)
- إسيكييل بالاسيوس على موقع ليكيب (الفرنسية)
- إسيكييل بالاسيوس على موقع ناشيونال فوتبول تيمز (الإنجليزية)
- إسيكييل بالاسيوس على موقع Soccerbase.com (لاعب) (الإنجليزية)
- إسيكييل بالاسيوس على موقع Soccerway.com (الإنجليزية)
- إسيكييل بالاسيوس على موقع عالم كرة القدم.نت (الإنجليزية)
- إسيكييل بالاسيوس على موقع AS.com (الإسبانية)